# Biała Woda (dopływ Grajcarka)
Biała Woda – potok będący górnym biegiem Grajcarka, płynący w Pieninach (w ich części zwanej Małymi Pieninami) i w Beskidzie Sądeckim. Najwyżej położone jego źródła znajdują się na wysokości ok. 947 m na polanie Litawcowej pod przełęczą Obidza, tuż poniżej szlaku turystycznego. Początkowo spływa w południowym, potem południowo-zachodnim kierunku do Kociubylskiej Skały. Na tym górnym odcinku największym dopływem jest potok Rogacz, zasilają go też potoki spływające ze zboczy Ruskiego Wierchu, Pokrywiska, Przełęczy Gromadzkiej, Hurcałek i Szczoba. Przy Kociubylskiej Skale Biała Woda ostro zakręca i zmienia kierunek na północno-zachodni. Na odcinku od Kociubylskiej Skały do ujścia Biała Woda zasilana jest przez kilka potoków: Potok Brysztański, Zimną Studnię i potok Pod Jasielnik. W miejscowości Jaworki, na wysokości 570 m n.p.m. Biała Woda łączy się z potokiem Czarna Woda, tworząc Grajcarek.
Biała Woda ma długość 7,5 km i spadek 5,6%, a jej zlewnia ma powierzchnię 11 km². Uwzględniając kryteria hydrograficzne dolina Białej Wody stanowi granicę między Małymi Pieninami i Beskidem Sądeckim. Od nazwy potoku pochodziła nazwa nieistniejącej już wsi Biała Woda, która przed 1947 r. położona była w jego dolinie. Obecnie w dolinie potoku istnieje utworzony w 1963 r. rezerwat przyrody Biała Woda. Potok miejscami płynie ciasnym wąwozem skalnym (Wąwóz Międzyskały).
Potok płynąc w wapiennych skałach i łupkach wyrzeźbił w nich koryto z licznymi progami, wodospadami, baniorami (miejsca pod progiem, w których spadająca woda wybiła w dnie głęboką dziurę), bystrzami i dużymi skałami. Wzdłuż potoku znajduje się droga (w obrębie rezerwatu zamknięta dla ruchu pojazdów zmechanizowanych), którą prowadzi szlak turystyczny, a przy nim ławki dla turystów. Przez potok przejścia drewnianymi mostkami. W sąsiedztwie potoku dochodzące do 120 metrów wysokości skały wapienne z florą naskalnych roślin wapieniolubnych: Smolegowa Skała, Czubata, Kociubylska Skała, Czerwona Skałka zwana też Skałą Sfinks.
W obrębie dawnego osiedla Głębokie potok tworzy wodospad. Woda spadająca z progu skalnego wybiła w dnie głęboką wnękę wypełnioną wodą. W XVII w. znajdował się tutaj niewielki zakład hutniczy, wykorzystujący wodę do napędu maszyn, poszukiwano także kruszców: „W tejże Białowodzie, powyżej wody, która na dół spada, wykowano na pół łokcia ścianę kamienną ad instar angołu, chcąc sztolnię robić, że się od wierzchu, to jest od góry, promyk pokazał na miedziankę, nie mając żadnego duktu, a na dół nie masz nic. Widząc tedy, ze się ta robota na nic nie przyda, zaniechano robić.”.
Brzegi potoku obrośnięte wielogatunkowym drzewostanem, w którym dominują buk, świerk i jawor, ale występują także: jodła, jesion wyniosły, wierzba krucha, wierzba siwa, jarzębina, olcha szara, lipa drobnolistna, modrzew europejski. Spotkać można także zdziczałe drzewa owocowe – pozostałość po wysiedlonej w ramach Akcji Wisła wsi. Z krzewów występuje licznie jałowiec pospolity, a ponadto: leszczyna pospolita, bez koralowy, porzeczka alpejska, kruszyna pospolita, głóg, dzika róża.

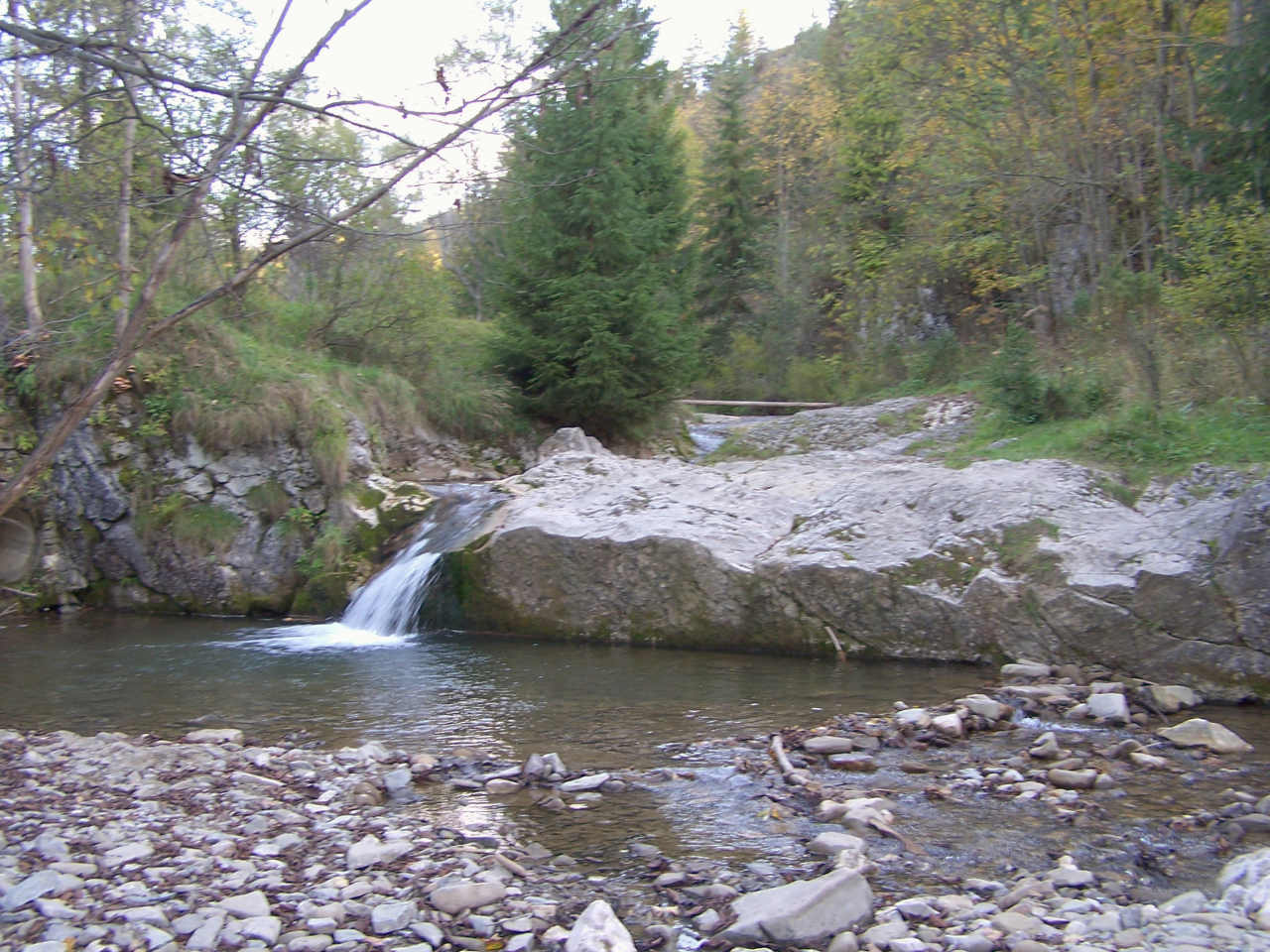
Jedna z kaskad na potoku Biała Woda w obrębie rezerwatu
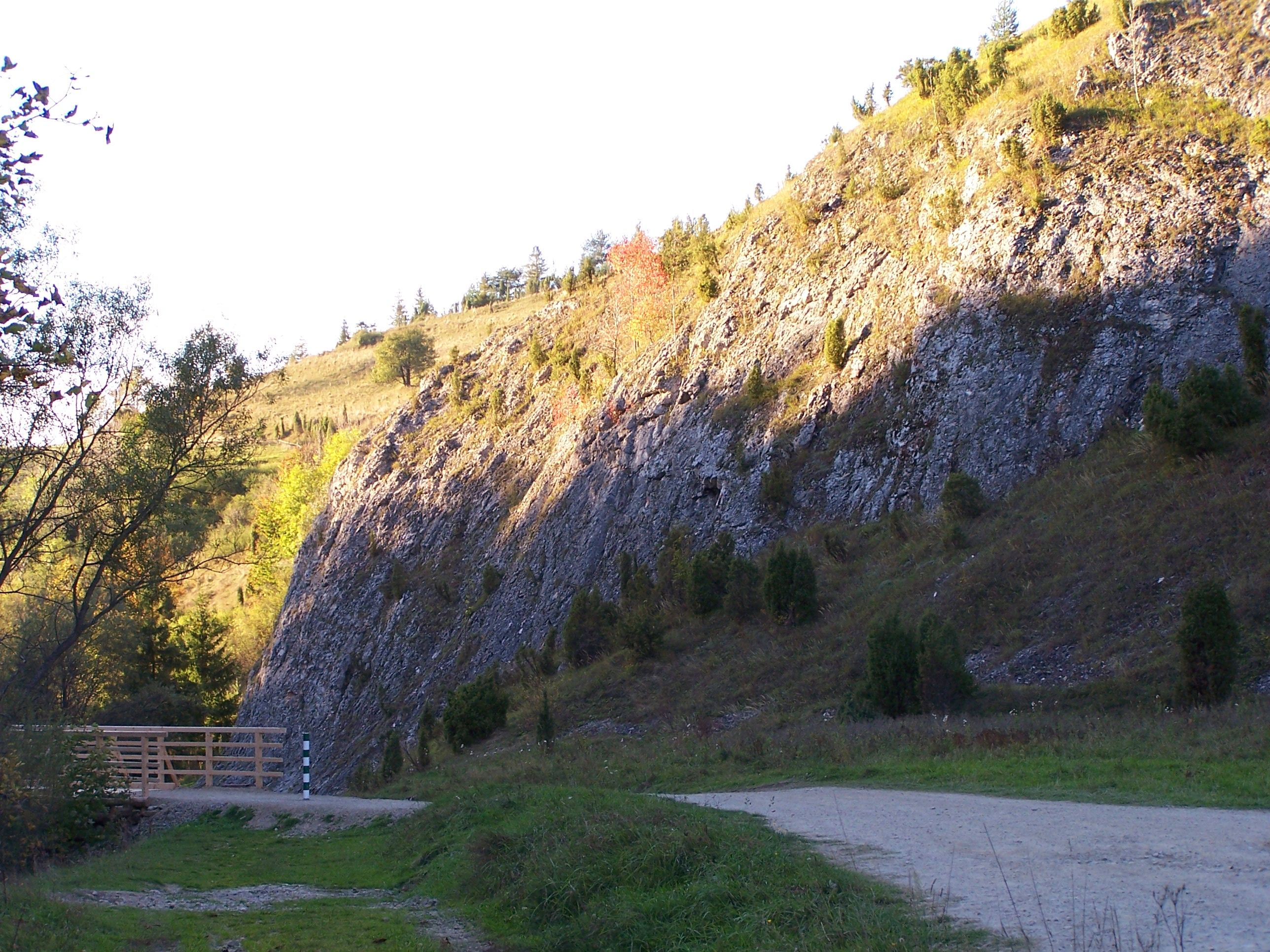
Wąwóz Międzyskały
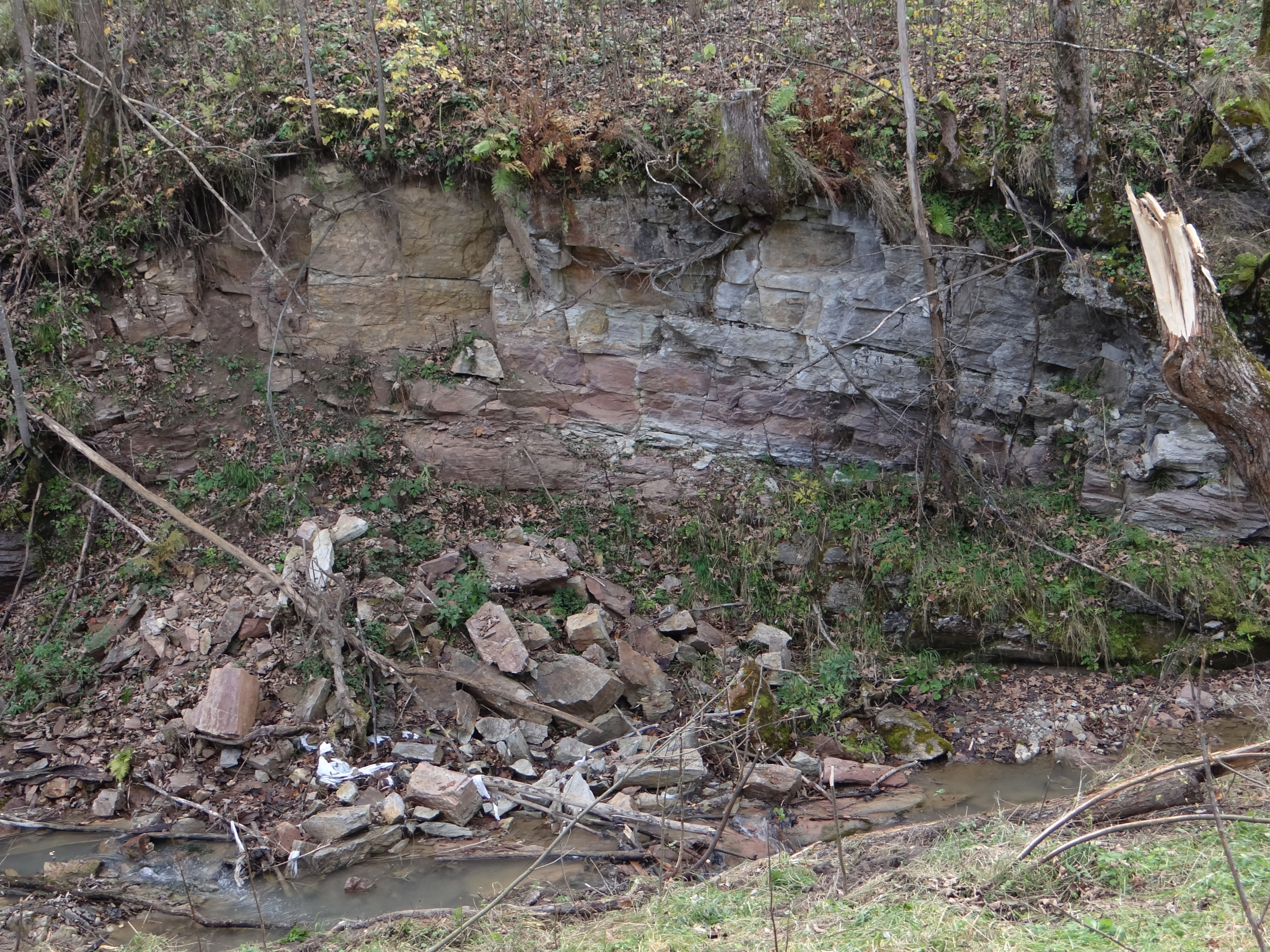
Skarpa potoku